# Battaglia di Hanna
La battaglia di Hanna (in turco Felahiye Muharebesi) è stato un episodio della Campagna di Mesopotamia della prima guerra mondiale.

## Contesto
Dopo l'ingresso in guerra dell'Impero ottomano una delle principali preoccupazioni britanniche era di mettere in sicurezza i propri giacimenti petroliferi in Persia e per questo motivo il governo di Londra inviò un corpo di spedizione, proveniente principalmente dall'India britannica, per conquistare la fortezza di Al-Faw ed il porto di Bassora.
Dopo aver ottenuto una serie di vittorie a Qurna ed Es Sinn, le forze britanniche subirono la controffensiva ottomana e, a seguito della battaglia di Ctesifonte, furono costrette a ritirarsi verso sud, fino a Kut. Qui il general-maggiore Charles Vere Ferrers Townshend venne assediato dalle truppe ottomane guidate dal feldmaresciallo Colmar von der Goltz .
Townshend chiese rinforzi e il generale Sir John Nixon affidò l'incarico a Fenton Aylmer. Il compito di Aymler si rivelò sin dal principio particolarmente difficile poiché le forze ottomane erano notevolmente superiori per numero. Un primo scontro nei pressi del fiume Wadi nei primi giorni del gennaio 1916 si risolse infatti con una sconfitta per i britannici.

## La battaglia
Il 20 gennaio Aymler tentò una nuova sortita e, alla testa dei 10 000 che gli erano rimasti, risalì lungo il corso del Tigri fino a scontrarsi con un contingente di circa 30 000 ottomani. Dopo un breve bombardamento, i britannici tentarono un assalto ma le forze ottomane erano ben schierate e respinsero l'attacco.
I britannici dovettero ritirarsi verso la base di Ali Al-Gharbi.

## Conseguenze
Aymler aveva subìto forti perdite e non era più in grado di tentare un nuovo attacco per cercare di liberare dall'assedio la fortezza di Kut. 
Dopo ulteriori tre mesi di resistenza Townshend dovette arrendersi e Kut venne conquistata dagli ottomani.